# Paul Harvey (artiste)
 (avril 2017).
Si vous disposez d'ouvrages ou d'articles de référence ou si vous connaissez des sites web de qualité traitant du thème abordé ici, merci de compléter l'article en donnant les références utiles à sa vérifiabilité et en les liant à la section « Notes et références ».
Pour les articles homonymes, voir Paul Harvey et Harvey.
Paul Harvey, né le 7 mai 1960, est un musicien et un peintre britannique rattaché au courant du  stuckisme. Son travail a servi à promouvoir le mouvement à la biennale de Liverpool, en 2004. Son œuvre puise dans celle d'Alphonse Mucha et dans le mouvement pop art en général. Ses créations représentent souvent des célébrités, comme Madonna.

## Biographie
Paul Harvey est né à Burton upon Trent dans le Staffordshire. En 1982, il déménage à Londres et joue dans des groupes post-punk, notamment Happy Refugees. En 1986, il déménage à nouveau pour Newcastle afin de rejoindre le groupe de la musicienne Pauline Murray. C'est à cette époque qu'il publie Mauretania Comics, une bande-dessinée réalisée avec Chris Reynolds. Dans le même temps, il enseigne l'art urbain. 
En 2001, il devient maître de conférences en graphisme au North Tyneside College. Toujours en 2001, il adhère au mouvement stuckiste, et fonde la branche du mouvement à Newcastle. L'année suivante il rejoint Penetration, groupe refondé autour de Pauline Murray. Il est également commissaire de l'exposition Stuck in Newcastle au centre culturel de Newcastle.
En 2004, avec Hiroko Oshima, il est commissaire de l'exposition Members Only: the Artist Group in Japan and Britain (Accès autorisé aux seuls membres : le groupe d'artistes au Japon et en Grande-Bretagne) organisée au musée Bailiffgate de Alnwick. 
Toujours en 2004, il est l'artiste vedette de l'exposition intitulée The Stuckists Punk Victorian organisée à la Walker Art Gallery de la biennale de Liverpool. C'est son portrait de l'artiste et top-modèle Emily Mann qui a servi d'affiche pour la biennale. Cette peinture est basée une photographie d'Emily Mann prise par Charles Thomson. Au départ, la peinture avait été réalisée afin de promouvoir le Stuckists Real Turner Prize Show en 2003. L'affiche incluait alors le texte Serota needs a good spanking (Serota mérite une bonne fessée, Serota faisant référence à Nicholas Serota, le directeur du Tate museum de Londres). Cependant, Paul Harvey raconte qu'une autre artiste, Gina Bold « s'est fâchée et a commencé à discuter vivement sur l'allusion S&M et fétichiste. Elle m'en a vraiment voulu parce que je n'étais pas de son avis. Par la suite, le débat a tourné au vinaigre, et c'est toute l'exposition qui paraissait mauvaise. Finalement l'évènement a été annulé, et ça a été une sacrée perte de temps pour moi. » Quelque temps plus tard, Harvey a refait cette affiche avec un visage de femme, et c'est cette version qui a été utilisée pour le Walker show.
En 2006, il compte parmi les dix principaux artistes stuckistes de l'exposition Go West à la Spectrum Gallery de Londres. Un an plus tard, il participe à l'exposition I Won't have Sex with You as Long as We're Married (je ne ferai pas l'amour avec toi tant que nous sommes mariés) à la A gallery de Londres.

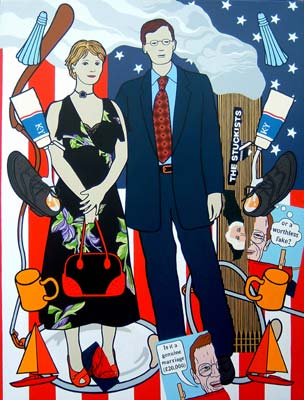
I Won't have Sex with You as Long as We're Married.

En 2008, la marque de papier à cigarette JOB le contacte pour qu'il crée des affiches publicitaires faisant référence au travail d'Alphonse Mucha qui avait participé à la collection JOB. Harvey réalise alors des affiches consacrées à des duos célèbres, afin de mettre l'accent sur le slogan « The Original Double ». Selon Mark Ross, le directeur de l'agence chargée de la campagne, « Alphonse Mucha est un des héros de Paul Harvey », ce qui explique l'enthousiasme de l'artiste pour ce travail. Mais cette campagne provoque une controverse: si le duo Gilbert et George approuve la campagne, les White Stripes et les comédiens Julian Barratt et Noel Fielding de la série britannique The Mighty Boosh sont très mécontents de figurer sur les affiches. Une exposition, intitulée Famous Doubles, basée sur les peintures originales de cette campagne,  est montée à la Wanted Gallery de Notting Hill par Fraser Kee Scott, responsable de la A gallery.
En 2009, sa peinture de Charles Saatchi, jugée trop polémique pour le lieu d'exposition, est d'abord retirée de la vitrine de l'Artspace Gallery à Londres. Il s'agissait de la principale œuvre de l'exposition Stuckist Clowns Doing Their Dirty Work, première exposition du stuckisme à Mayfair. Elle représente Saatchi, un mouton à ses pieds, coiffé d'un auréole reproduisant une boîte de fromage. Bien que la Saatchi Gallery ait assuré que Charles Saatchi n'avait rien contre l'accrochage de cette peinture, l'Artspace Gallery décida d'annuler l'exposition. Harvey réagit en déclarant: « je l'ai faite pour montrer un Saatchi sympathique et humain. Cette décision est ridicule parce que ce n'est même pas une peinture polémique. C'est juste un fromage Dairylea [marque de produits laitiers], un mouton et quelques citrons, car il aime la limonade. » À la suite de cette décision, le mouvement stuckiste envisagea une action en justice et organisa, via la page Facebook de l'exposition, une campagne email contre la galerie qui revint finalement sur sa décision, exposant la peinture et reprenant l'exposition. 
Depuis 2010, Paul Harvey travaille à une thèse de doctorat sur le stuckisme à l'université Northumbria de Newcastle.

## Peinture
Harvey utilise souvent des images de films ou de stars, trouvées dans les magazines, et qu'il réutilise dans un nouveau contexte. Son style est dans la droite ligne du pop-art et d'Alfons Mucha. Même s'il s'en défend, l'incorporation de symboles modernes est source d'ambiguïté de par le niveau d'ironie dont son œuvre est porteuse. Ces éléments se retrouvent nettement dans son tableau sans doute le plus célèbre, qui représente la chanteuse Madonna encadrée de petits haltères qui contrastent avec le style langoureux et les courbes de l'art nouveau.   
Harvey décrit son travail comme formée de lignes fortes délimitant des aplats de couleur, tournant autour de l'idée du beau et de la décoration, et s'appropriant fréquemment des images du patrimoine historique ou populaire. 
Il explique ainsi sa méthode de travail : « J'utilise des photographies dont je change la composition à l'aide d'un ordinateur, puis je les projette sur une toile. Je trace alors la base au stylo bleu, les détails à main levée au pinceau de zibeline, et je repasse deux à quatre fois les zones d'aplat au pinceau japonais ou de décorateur. Je change souvent les images pour obtenir le bon résultat. Je peux peindre sans m'arrêter à la maison et une toile me prend 3 mois ».

## Galerie

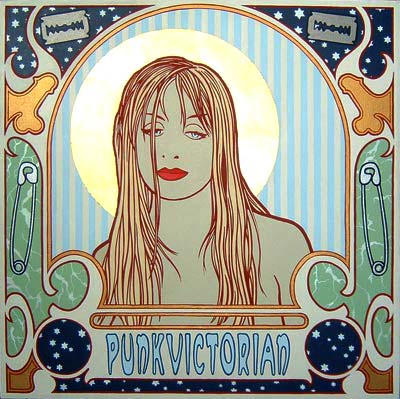
Punk Victorian.
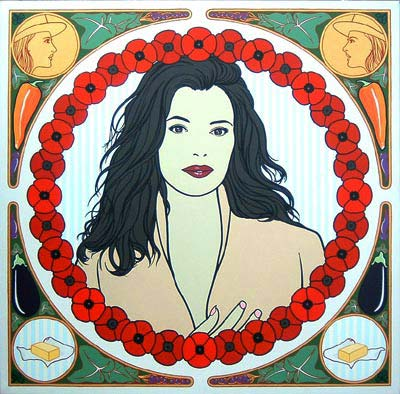
Nigella Lawson.
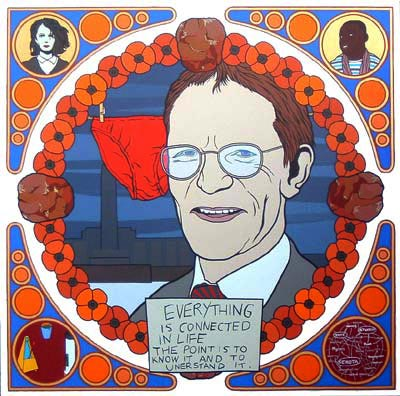
Sir Nicholas Serota.
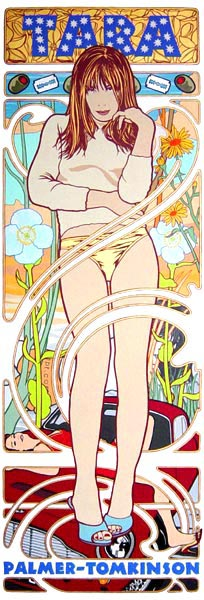
Tara Palmer-Tomkinson.
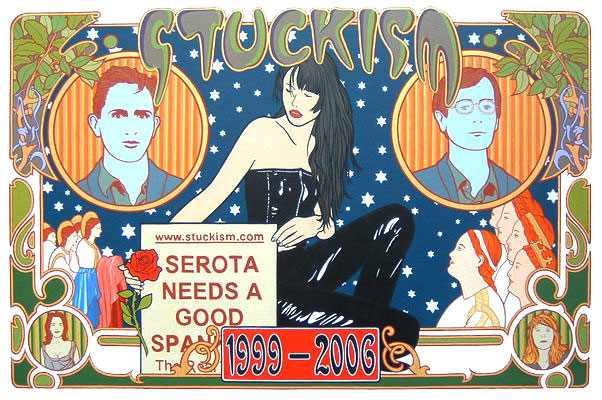
Stuckism 1999–2006.
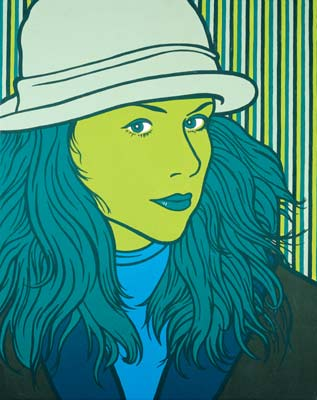
Kino VIII.
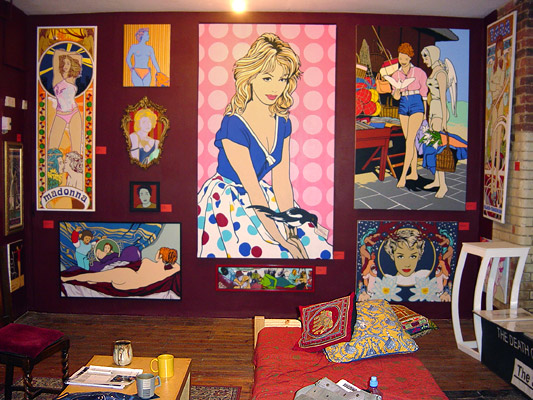
Paintings at The Stuckists Summer Show, Stuckism International Gallery, 2003.
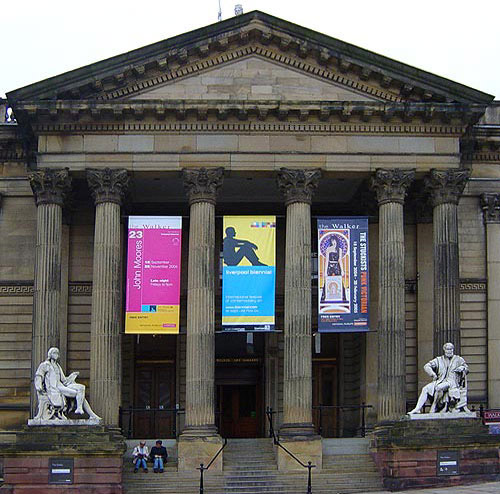
Banner outside the Walker Art Gallery, 2004.
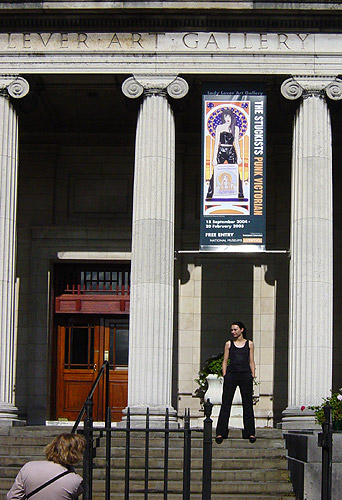
Banner outside the Lady Lever Art Gallery, 2004.
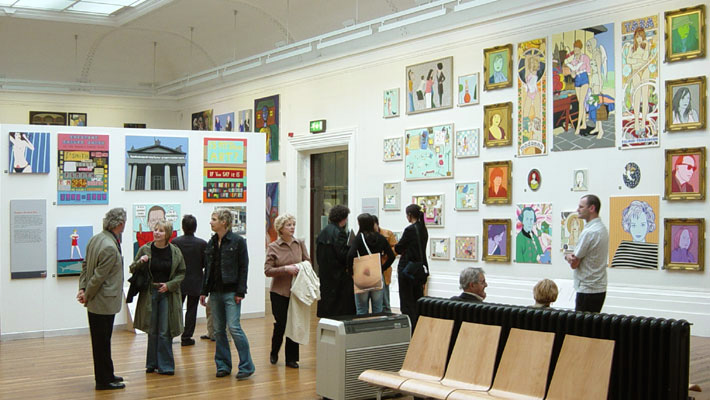
Paintings (first section on the right) at The Stuckists Punk Victorian, 2004.